# De otra manera (álbum)
De otra manera es el título del octavo álbum de estudio grabado por el cantante puertorriqueño de salsa Jerry Rivera. Fue lanzado al mercado bajo el sello discográfico Sony Discos el 3 de noviembre de 1998. El álbum De otra manera obtuvo una nominación para el Premio Grammy al Mejor Álbum Salsa en la 42°. entrega de los Premios Grammy realizada el miércoles 23 de febrero de 2000.

## Lista de canciones
| De otra manera |                          |                              |          |  |
| N.º            | Título                   | Escritor(es)                 | Duración |  |
| 1.             | «Si quieras amar»        | Pachy Lopez                  | 4:49     |  |
| 2.             | «Tu recuerdo»            | Mary Lauret                  | 4:59     |  |
| 3.             | «Entrega»                | Germán Lugo                  | 2:59     |  |
| 4.             | «Si tú me faltas»        | Mary Lauret                  | 4:13     |  |
| 5.             | «De otra manera»         | Roberto Lugo                 | 4:54     |  |
| 6.             | «Ese» (Versión bolero)   | Alejandro Jaén · William Paz | 3:25     |  |
| 7.             | «Quiero investigarte»    | Víctor Daniel                | 4:49     |  |
| 8.             | «Hiéreme sin compasión»  | Plácido Acevedo              | 4:02     |  |
| 9.             | «Vive en mí»             | Luis Ángel Márquez           | 5:02     |  |
| 10.            | «Voy a conquistarte»     | Giovanny Jiménez             | 4:52     |  |
| 11.            | «De qué vale ser un rey» | Rodolfo Barreras             | 4:22     |  |
| 12.            | «Ese» (Versión salsa)    | Alejandro Jaén · William Paz | 4:18     |  |
| 52:42          |                          |                              |          |  |

## Posición de listas
| Listas (1999)                  | Mejor posición |
| ------------------------------ | -------------- |
| Heatseekers Albums (Billboard) | 29             |
| Top Latin Albums (Billboard)   | 7              |
| Tropical Albums (Billboard)    | 2              |